# Patty Weaver
Patty Weaver (23 september 1953) is een Amerikaanse actrice.
Voor haar acteercarrière zat ze in de rock-'n-roll band The Loved Ones. Ze is altijd blijven zingen en heeft al enkele albums uitgebracht.
Ze begon haar acteercarrière met kleine rollen in de sitcoms Maude en All in the Family. In 1974 maakte ze de overstap naar de soaps. Ze speelde de rol van Trish Clayton in Days of our Lives van 1974 tot 1982. 
Nadat haar rol in Days of our Lives uitgespeeld was maakte ze de overstap naar The Young and the Restless waar ze Gina Roma speelde. Tot augustus 2005 was ze frequent te zien in die rol. Dan werd ze naar de achtergrond verschoven en verscheen enkel nog sporadisch in beeld. 
Ze heeft al in verschillende televisieshows gezeten en hielp met het inzamelen van miljoenen voor liefdadigheidsevenementen. 
Samen met haar man Jerry Birn woont ze in het zuiden van Californië.